# WHO-Regionalbüro Europa
Das WHO-Regionalbüro für Europa (englisch: WHO Regional Office for Europe, Abkürzung: WHO/Europe)ist eines von insgesamt sechs Regionalbüros in der Weltgesundheitsorganisation. Es arbeitet für die Region Europa der WHO (englisch: WHO European Region) und deren 53 Mitgliedstaaten mit einer Bevölkerung von mehr als 930 Millionen Menschen im Jahr 2023. Seit 1957 hat es seinen Hauptsitz in Kopenhagen.

## Geschichte
Das Regionalbüro Europa der Weltgesundheitsorganisation wurde im September 1951 gegründet und nahm am 1. Februar 1952 seine Arbeit auf. Vorgänger der Einrichtung was das 1949 am Hauptsitz der WHO in Genf eröffnete „Sonderbüro der WHO für Europa“.

## Mitgliedsstaaten

Die sechs Verwaltungsregionen der WHO (Violett: WHO/Europa)

Der WHO-Region Europa sind die folgenden Staaten zugeordnet:
- Albanien
- Andorra
- Armenien
- Aserbaidschan
- Belarus
- Belgien
- Bosnien und Herzegowina
- Bulgarien
- Dänemark
- Deutschland
- Estland
- Finnland
- Frankreich
- Georgien
- Griechenland
- Irland
- Island
- Israel
- Italien
- Kasachstan
- Kirgisistan
- Kroatien
- Lettland
- Litauen
- Luxemburg
- Malta
- Republik Moldau
- Monaco
- Montenegro
- Niederlande
- Nordmazedonien
- Norwegen
- Österreich
- Polen
- Portugal
- Rumänien
- Russische Föderation
- San Marino
- Schweden
- Schweiz
- Serbien
- Slowakei
- Slowenien
- Spanien
- Tadschikistan
- Tschechien
- Türkei
- Turkmenistan
- Ukraine
- Ungarn
- Usbekistan
- Vereinigtes Königreich von Großbritannien und Nordirland
- Zypern

## Standorte und Fachzentren
Bei WHO/Europa arbeiten Fachleute aus dem Bereich der öffentlichen Gesundheit (Public Health) und aus anderen Fachdisziplinen. Sie sind in der Zentrale in Kopenhagen tätig sowie in folgenden Fachzentren und Büros:
- Zentralstelle Befähigende Funktionen in Istanbul (WHO European Region Enabling Hub)[6]
- Europäisches Kompetenzzentrum der WHO für Qualität in der Pflege und Patientensicherheit in Athen (WHO Office on Quality of Care and Patient Safety)[7]
- Europäisches Observatorium für Gesundheitssysteme und Gesundheitspolitik in Brüssel (European Observatory on Health Systems and Policies)
- Europäisches Zentrum der WHO zur Bereitschaftsplanung für humanitäre und gesundheitliche Notlagen in Istanbul (WHO European Centre for Preparedness for Humanitarian and Health Emergencies)[8]
- Europäisches Zentrum der WHO für primäre Gesundheitsversorgung in Almaty (WHO European Centre for Primary Health Care)[9]
- Europäisches Zentrum für Umwelt und Gesundheit im UN-Campus in Bonn (WHO European Centre for Environment and Health)[10]
- Fachzentrum des Regionalbüros für Investitionen in Gesundheit und Entwicklung in Venedig (WHO European Office for Investment for Health and Development)[11]
- WHO-Büro Barcelona zur Finanzierung der Gesundheitssysteme in Barcelona (WHO Barcelona Office for Health Systems Financing)[12]
- Vertretung der WHO bei der Europäischen Union in Brüssel (WHO Representation Office to the European Union)[13]

## Arbeitsprogramm und Initiativen
Das WHO-Regionalbüro für Europa hat im Rahmen der zentralen Prioritäten der WHO und des WHO/Europa-Arbeitsprogramms 2020 bis 2025 die folgenden vier Leitinitiativen festgelegt, die für prioritäre Gesundheitsprobleme in der WHO-Region Europa sensibilisieren sollen:
- Europäische Impfagenda 2030 (The European Immunization Agenda 2030)[16]
- Europäisches Bündnis für psychische Gesundheit (The Pan-European Mental Health Coalition)[17]
- Gesundheitsförderliches Verhalten: Berücksichtigung verhaltensbezogener und kultureller Erkenntnisse (Healthier behaviours: incorporating behavioural and cultural insights)[18]
- Initiative zur Befähigung zu selbstbestimmtem Handeln mit Hilfe digitaler Gesundheitsangebote (Empowerment through Digital Health)[19]

## Kooperationen (Auswahl)
WHO/Europa unterhält Partnerschaften unter anderem mit folgenden Organisationen und Institutionen:
- Europäische Kommission, unter anderem im Rahmen des European Observatory on Health Systems and Policies
- European Public Health Association

## Regionaldirektoren
| Nr | Name                    | Land                   | Amtszeiten  |
| -- | ----------------------- | ---------------------- | ----------- |
| 1  | Norman D Begg           | Vereinigtes Königreich | 1952 – 1956 |
| 2  | Paul JJ van de Calseyde | Belgien                | 1957 – 1967 |
| 3  | Leo Arthur Kaprio       | Finnland               | 1967 – 1985 |
| 4  | Jo Eirik Asvall         | Norwegen               | 1985 – 2000 |
| 5  | Marc D. Danzon          | Frankreich             | 2000 – 2010 |
| 6  | Zsuzsanna Jakab         | Ungarn                 | 2010 – 2019 |
| 7  | Hans Henri P. Kluge*    | Belgien                | 2020 –      |

*) geschäftsführend